# 2009년 삼성 라이온즈 시즌
2009년 삼성 라이온즈 시즌은 삼성 라이온즈가 KBO 리그에 참가한 28번째 시즌이다. 선동열 감독이 팀을 이끈 5번째 시즌으로, 박진만이 주장을 맡았다. 팀은 선수들의 줄부상으로 고난의 행군을 하다가 오승환은 19세이브로 시즌 아웃된 후 9월 12일부터 4일간 롯데 한화에 연패를 당하면서 8팀 중 정규시즌 4위 롯데 자이언츠에 2경기 차로 뒤진 5위에 머물러 1996년 이후 13년 만에 포스트시즌 진출에 실패했다.
한편, 1986년 11월 24일부터 3년 계약 형식으로 삼성 감독에 취임했으나 취임 첫 해인 1987년 김일융의 일본 복귀, 황규봉의 코치 승격 등의 이유 탓인지  투수력이 붕괴되어 1987년 한국시리즈에서 스윕을 당한 데다    다음 해인 1988년 플레이오프에서 3패로 탈락한 뒤 가진 기자회견에서 본인(박영길)이  성적부진을 선수 탓으로 돌리는 발언을 했고 이 말이  선수들의 집단항명 사태를 불러와 박영길 감독의 중도사퇴(1988년 11월 13일)를 불러왔는데(계약기간 1년 남겨둠)  이 당시 집단항명 사태의 주동자로 낙인찍혀  1988년 시즌 후 고향팀 삼성을 떠난 김시진에게 2군 감독직 제안을 했지만  후배 감독(선동열)에게 짐이 된다는 이유로 고사했다.

## 타이틀
- 월드 베이스볼 클래식 은메달: 류중일(코치), 강성우(코치), 오승환, 정현욱
- 성구회 헌액: 양준혁
- KBO 페어플레이상: 강봉규
- 조아제약 프로야구대상 기량발전상: 강봉규
- 스포츠서울 올해의 기록상: 양준혁
- 올스타전 우수타자상: 신명철
- 올스타전 추천선수: 정현욱, 신명철, 강봉규, 채상병[5]
- 스포츠조선 선정 부상 선수 올스타: 박진만 (유격수)
- 스포츠조선 선정 프로야구 루저팀: 오승환 (마무리투수), 박진만 (유격수), 박석민 (3루수)
- 컴투스프로야구 선정 해설위원 전성기 라인업: 현재윤
- 선발등판: 크루세타 (30)
- 다승: 윤성환 (14)(13선발승으로 송승준 장원준 구톰슨 이현승과 선발승 공동 3위)
- 홀드: 권혁 (21)
- 이닝 당 출루허용률: 윤성환 (1.18)
- 도루 저지: 현재윤 (36)
- 견제 아웃: 조현근, 차우찬 (3)

### 퓨처스리그
- 퓨처스 올스타: 백정현, 임익준, 오정복, 우동균
- 남부리그 출루율: 정형식 (0.393)
- 남부리그 3루타: 송주호 (5)
- 남부리그 볼넷: 정형식 (41)
- 남부리그 고의4구: 심광호 (2)
- 남부리그 희생타: 오정복 (5)
- 남부리그 희생플라이: 오정복 (7)
- 남부리그 다승: 이우선 (9)
- 남부리그 이닝: 정홍준 (100.1)
- 남부리그 투구 수: 정홍준 (1711)
- 남부리그 상대한 타자 수: 정홍준 (466)
- 남부리그 평균자책점: 곽동훈 (3.46)

## 선수단
- 선발투수: 윤성환, 크루세타, 나이트, 안지만, 이우선, 에르난데스, 조진호, 배영수
- 구원투수: 권혁, 정현욱, 지승민, 조현근, 최원제, 김상수 (1988년), 박성훈, 차우찬, 박민규, 권오준, 권오원, 백정현, 양지훈, 곽동훈
- 마무리투수: 오승환, 정홍준
- 포수: 현재윤, 진갑용, 채상병, 이지영
- 1루수: 채태인
- 2루수: 신명철, 김주현
- 유격수: 박진만, 김상수 (1990년), 손주인
- 3루수: 박석민, 조동찬, 김재걸
- 좌익수: 최형우
- 중견수: 우동균, 이영욱, 허승민
- 우익수: 강봉규, 박한이, 정형식, 오정복, 김창희
- 지명타자: 양준혁, 심광호

## 여담
- 7월 16일 두산 베어스와의 경기에서 양 팀 합산 22개의 볼넷이 나와 KBO 리그 사상 한 경기 최다 볼넷 경기가 되었다.
- 양준혁은 KBO 리그 역대 최초로 통산 1200볼넷을 기록했다.
- 크루세타는 원정 경기 68볼넷을 허용하여 KBO 리그 역대 단일 시즌 원정 경기 최다 기록을 세웠다.